# George Nathan
George Nathan (ur. 1895 w Irlandii, zm. 16 lipca 1937 w Brunete) – irlandzki wojskowy, działacz Irlandzkiej Armii Republikańskiej, następnie członek Brygad Międzynarodowych podczas hiszpańskiej wojny domowej.

## Życiorys
Podczas I wojny światowej walczył w armii brytyjskiej na froncie zachodnim, w służbie spędził 3 lata.
Niewiele wiadomo o jego działalności między 1918 a 1936, powrócił do wojska dwa razy ale został z niego zwolniony. Niektóre źródła podają, że mógł być odpowiedzialny za zabójstwo burmistrza Limerick, George'a Clancy'ego, prawdopodobnie na potrzeby tego zamachu, pod przykrywką pracował dla brytyjskiego wywiadu. Później działał w Irlandzkiej Armii Republikańskiej, razem z jego późniejszym towarzyszem z okresu wojny w Hiszpanii Frankiem Ryanem.
Jesienią 1936 dołączył do Brygad Międzynarodowych w hiszpańskiej wojnie domowej, początkowo dowodził brytyjskim oddziałem w Brygadzie im. Marsylianki, następnie kolejno dowodził batalionem w Brygadzie im. Lincolna i batalionem im. Waszyngtona. Poległ w bitwie 16 lipca 1937, śmiertelnie zraniony w bitwie pod Brunete gdzie dowodził jednym z trzech batalionów XV Brygady. Został pochowany na brzegu rzeki Guadarrama.